# Ammiraglio di flottiglia
Ammiraglio di flottiglia è il primo grado degli ufficiali ammiragli nella marina militare di alcuni paesi: Germania, Belgio, Danimarca, Finlandia e Svezia. È superiore al capitano di vascello e subordinato al contrammiraglio. Corrisponde al commodoro nella Royal Navy o al Rear admiral "Lower half" della US Navy.

## Germania
Flottillenadmiral o ammiraglio di flottiglia è il grado più basso degli ufficiali ammiragli della Deutsche Marine, omologo al Brigadier generale dell'Esercito e dell'Aeronautica della Germania.
Il grado corrisponde al commodoro della Kriegsmarine e della Royal Navy e al retroammiraglio (metà inferiore) della US Navy.
La sequenza dei gradi degli ufficiali generali delle forze armate tedesche è la seguente:
- OF-9: Ammiraglio / Generale
- OF-8: Viceammiraglio / Tenente generale
- OF-7: Contrammiraglio / Maggior generale
- OF-6: Flottillenadmiral / Generale di brigata

## Finlandia
Nella Suomen merivoimat, la marina militare della Finlandia il grado Lippueamiraali (finlandese)/Flottiljamiral(svedese), letteralmente Ammiraglio di flottiglia, è il grado più basso degli ufficiali ammiragli omologo al Prikaatikenraali/Brigadgeneral dell'Esercito e dell'Aeronautica militare finlandese.

## Galleria d'immagini

distintivo della Marina finlandese
Grado per paramano della Deutsche Marine
Grado per controspallina della Deutsche Marine
distintivo della Marina svedese